# Viticipremna
Viticipremna  é um gênero botânico da família Lamiaceae

## Espécies
- Viticipremna novae
- Viticipremna philippinensis
- Viticipremna queenslandica
- Viticipremna tomentosa
- Viticipremna turczaninowii
- Viticipremna vitilevuensis